# Теренга
Теренга (на руски: Тереньга) е селище от градски тип в Русия, административен център на Теренгулски район, Уляновска област. Населението му към 1 януари 2018 година е 5008 души.